# Irrigación bucal
La irrigación bucal es una técnica de limpieza bucal que consiste en la aplicación directa de un chorro de agua o colutorio bucal, recomendada por el odontólogo, que ayuda a eliminar las bacterias depositadas en los dientes, encías, lengua y lugares de difícil acceso de la cavidad bucal.
Al combinar la irrigación bucal con el cepillo manual, logramos una eficacia hasta un 93% superior en la mejora de la salud gingival respecto a usar solo el cepillado manual.
Estudios recientes han comprobado la eficacia del uso de irrigadores bucales sobre la combinación del cepillado convencional y el uso de hilos dentales. Está indicado para pacientes con implantes dentales, gingivitis, tratamientos ortodónticos y con capacidades motrices limitadas; pese a ello su uso puede ser para todo el público.[cita requerida]
Así pues, a día de hoy estos dispositivos resultan realmente útiles para llevar a cabo un correcto mantenimiento de la limpieza bucal sin necesidad de tener que utilizar múltiples aparatos. Los irrigadores, actúan mediante un chorro pulsátil que incide directamente sobre la zona deseada; limpiando de esta manera cualquier posible resto de suciedad o comida que se nos pudiera haber olvidado. En suma, su eficacia se ve aumentada en la limpieza de las zonas de difícil acceso, aquellas a las que normalmente con la utilización de un cepillo eléctrico común no llegaríamos.
Entre las características más comunes de estos aparatos, encontramos el volumen del depósito, la potencia, el tamaño, los niveles de intensidad, el diseño o los materiales empleados para su fabricación. 
Los irrigadores dentales o bucales, aunque son beneficiosos para mejorar la higiene buco-dental de todas las personas, están especialmente indicados para personas con implantes, con brackets o que simplemente tienen una boca con lugares de difícil acceso para el cepillo de dientes.

## Mecanismo de acción
El irrigador bucal consiste en la introducción a presión y con ritmos de pulsación de cantidades de agua medidas en libras en la región interdental y en caso de existir, en zonas con bolsas periodontales. El efecto de combinación de estos dos mecanismos interfiere con la actividad bacteriana ya que expulsa residuos de comida y de bacterias subgingivales. La efectividad clínica se ha demostrado en rangos de 50-90psi. 

## Beneficios del uso de irrigadores dentales[5]
Los beneficios del uso de los irrigadores vienen derivados de la mayor limpieza e higiene respecto al cepillado usado como único método de limpieza. Algunos de estos beneficios son:
1. Disminución de la sensibilidad dental
2. Reducción o eliminación del sangrado de encías
3. Mejora de problemas relacionados con mal aliento
4. Aumenta la sensación de limpieza y frescor.